# 暴力美学
暴力美學（英語：Aestheticization of violence）一詞的由來，有待考證，但作為一種電影藝術的風格和表現手法，卻是實實在在地存在。
主要在官感上，使暴力以美學的方式呈現，詩意的畫面，甚至幻想中的鏡頭來表現人性暴力面和暴力行為。觀賞者本身往往驚嘆於藝術化的表現形式，無法對內容產生具體的不舒適感。支持人士往往稱「暴力程度與票房收入成正比」，社會道德捍衛者和輿論譴責人士則稱其是對社會道德教化的阻礙和負面影響；恐引發心理未臻成熟的人們，間接以為暴力行為亦是一種美感的呈現。
在眾多香港導演中，吳宇森是運用這種電影表現手法的代表性人物。其標誌性的白鴿漫天飛舞，手持雙槍的英雄人物縱橫在螢幕之上，使象徵和平和安詳的白鴿與血腥暴力的槍彈形成了強烈的視覺反差，吸引了無數的目光。